# 贺敬之
贺敬之（1924年—），男，山东省峄县人，中国诗人、剧作家，曾任中共中央宣传部副部长，文化部副部长、代部长，中国艺术研究院院长。

## 生平
贺敬之是山东省峄县贺窑村人。少年时在峄县北洛村私立小学就读。1937年，考入不要学费的滋阳简易农村师范学习，随即抗战爆发，简师南迁，学校决定一些年龄小的学生返乡，贺敬之被迫退学回家。1938年，与同学5人结伴赴大后方求学，就读于均县的国立湖北中学。不久武汉会战失败，1938年底随学校步行经过陕南来到了四川梓潼的国立第六中学一分校（现罗江中学）就读。
1940年4月与4名同学结伴，从四川赴延安。入读延安自然科学院中学部，不久考入鲁迅艺术学院文学系，1941年加入中国共产党，1942年毕业，在在鲁艺文工团创作组工作。1943年到1944年，为秧歌队写歌词，担任秧歌剧的文字执笔，也单独写了一些秧歌剧。传唱至今的有贺敬之作词马可作曲的歌曲《南泥湾》，创作于1943年的歌曲《翻身道情》等。1944年下半年开始创作民族歌剧《白毛女》，负责剧本写作。
抗战结束后，赴华北工作。1947年，参加青沧保北战役，立功受奖。1948年在河北正定的华北联合大学文艺学院华北文艺工作团任戏剧队副队长兼创作组组长。1949年5月，以代表身份参加中华全国第一次青年代表大会。参加第一次全国文学艺术工作者代表大会，被选为中国戏剧工作者协会理事和中国文学工作者协会理事。
新中国成立后，养病期间在中央戏剧学院创作室任副主任。《人民日报》文艺部副主任。兼职《剧本》月刊、《诗刊》编委，中国戏剧家协会书记处书记等。1956年3月，贺敬之回延安参加西北5省青年工人造林大会，创作了著名抒情诗《回延安》。1963年，创作出长诗《雷锋之歌》，并首发于1963年4月11日的《中国青年报》，5月中国青年出版社推出了长诗的单行本。
文化大革命期间，贺敬之被批鬥、剃光頭示眾、遭毒打。1977年，贺敬之被任命为中华人民共和国文化部副部长。1980年2月，兼任中宣部文艺局局长。1980年8月，离开文化部，就任中宣部副部长，至1987年离任。1989年，任文化部代部长。1992年10月，因病离职。 
中共第十二屆、十三屆中央委員，第七屆全國人大常委會委員，第八屆全國政協常務委員。

## 著作
有诗集《放歌集》、《贺敬之诗选》、《回延安》、《雷锋之歌》、《中国的十月》。
- 《贺敬之诗选》1985 人民出版社
- 《贺敬之诗书集》中国文联出版公司 / 1996
- 《贺敬之文集》（全六卷）2005 作家出版社。1、新诗，2、古体诗，3-4、文论，5、歌剧歌词，6、散文书信。

## 家庭
妻子柯岩，是诗人和作家。
儿子：贺小雷